# Grendon Bishop
Grendon Bishop – wieś i civil parish w Anglii, w hrabstwie Herefordshire. W 2001 civil parish liczyła 96 mieszkańców. Grendon Bishop jest wspomniana w Domesday Book (1086) jako Grenedene.